# Eparchia di Rjazan'

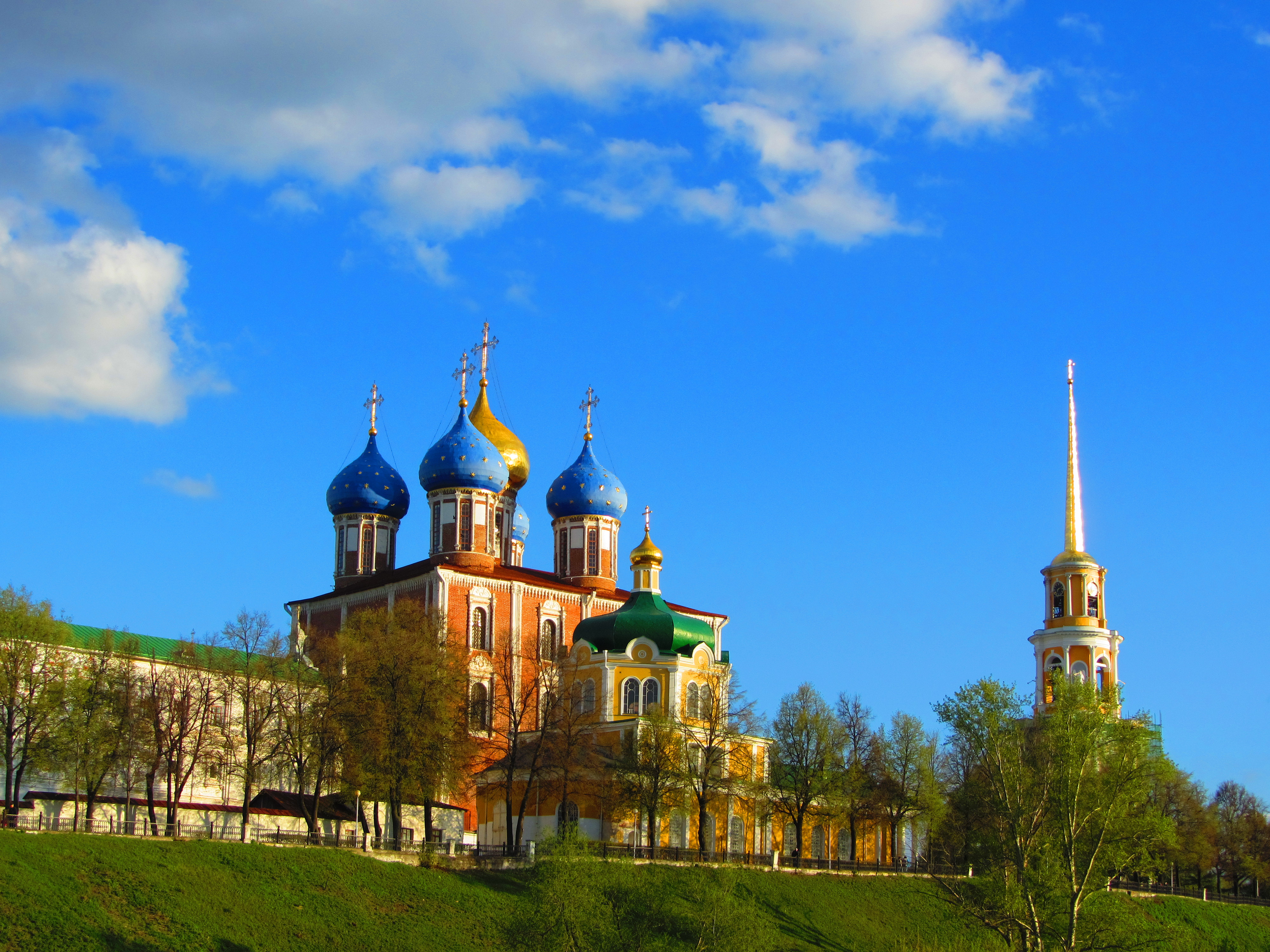
La cattedrale dell'Assunzione a Rjazan'.

L'eparchia di Rjazan' (in russo Рязанская епархия?) è una diocesi della Chiesa ortodossa russa, appartenente alla metropolia di Rjazan'.

## Territorio
L'eparchia comprende la parte occidentale della oblast' di Rjazan' nel circondario federale centrale.
Sede eparchiale è la città di Rjazan', dove si trova la cattedrale dell'Assunzione.
L'eparca ha il titolo ufficiale di «metropolita di Rjazan' e di Michajlov».

## Storia
L'eparchia è stata eretta dopo il 1198 e successivamente il suo territorio venne a coincidere con quello del Principato di Rjazan'. Nel XVII secolo cedette porzioni di territorio per l'erezione delle eparchie di Tambov e Voronež.
Il 5-6 ottobre 2011 ha ceduto una porzione del proprio territorio a vantaggio dell'erezione delle eparchie di Kasimov e di Skopin, e contestualmente è entrata a far parte della metropolia di Rjazan'.